# Korsnäs, Uppsala kommun
Korsnäs är en småort i Viksta socken i Uppsala kommun i Uppsala län cirka 10 km nordost om Björklinge.